# Tui na
Tui na (kitajsko: 推拿 ), tudi tui na masaža ali tuina masaža, je oblika alternativne medicine, podobna šiacuju. Kot veja tradicionalne kitajske medicine se pogosto uporablja v povezavi z akupunkturo, moksibustijo, vakuumsko terapijo, kitajskim zeliščarstvom, taj čijem ali kitajskimi notranjimi borilnimi veščinami in čigongom.

## Ozadje
Tui na je nega telesa s stikom rok in uporablja kitajska daoistična načela, s ciljem uravnovesiti osem načel tradicionalne kitajske medicine. Vadeči lahko češe, gnete, valja, pritiska in drgne področja med posameznimi sklepi, znana kot osem vrat, da poskuša odpreti obrambni či telesa (wei qi) in spodbuditi gibanje energije v meridianih in mišicah. Tehnike so lahko nežne ali precej krepke. Ime izvira iz dveh dejanj: tui pomeni »potisniti« in na pomeni »dvigniti in stisniti«. Druge poteze vključujejo tresenje in tapkanje. Izvajalec lahko nato uporabi številne gibe, trenje in stimulacijo akupresurnih točk. Te tehnike naj bi pomagale pri zdravljenju tako akutnih kot kroničnih mišično-skeletnih stanj, pa tudi številnih stanj, ki niso mišično-skeletna.
Tako kot pri mnogih drugih praksah tradicionalne kitajske medicine tudi tukaj obstajajo različne šole, ki se razlikujejo v svojem pristopu do discipline. V tradicionalni korejski medicini je praksa poznana kot chuna, sorodna pa je tudi japonski masaži ali anmi ter njenima izpeljankama šiacu in sekocu. Na zahodu se tui na v nekaterih akupunkturnih šolah poučuje kot del učnega načrta.

## Učinkovitost
Večina raziskav o učinkovitosti tui na izvira iz Kitajske in je nizke kakovosti in etično vprašljivih. Ni dobrih dokazov, da je tui na učinkovito zdravljenje, varnost discipline pa je slabo raziskana.